# Kraina palearktyczna

Palearktyka

Kraina palearktyczna, in. Palearktyka – kraina zoogeograficzna obejmująca całą Europę, Wyspy Kanaryjskie, Azory, Maderę, Wyspy Zielonego Przylądka, Afrykę powyżej zwrotnika Raka, Półwysep Arabski poza pasem przybrzeżnym zaliczanym do krainy etiopskiej, Wyspy Japońskie, Azję Mniejszą i te regiony Azji, które leżą na północ od Himalajów. Jest największą powierzchniowo krainą zoogeograficzną.
Większość Palearktyki leży w strefie klimatu zimnego i umiarkowanego, jedynie w południowej części – podzwrotnikowego.
Niezbyt bogata, jak na tak wielki obszar, fauna jest typowa dla poszczególnych stref klimatyczno-roślinnych, ułożonych równoleżnikowo – od tundry na północy, przez tajgę, lasy liściaste i zarośla wiecznie zielone, po stepy i pustynie na południu.
Najbardziej charakterystyczne gatunki zwierząt:
- w strefie okołobiegunowej: niedźwiedź polarny, lis polarny, renifer, zając bielak, lemingi, puchacz śnieżny, pardwa górska;
- w strefie umiarkowanej: ssaki kopytne: żubr, jeleń, sarna, piżmowiec syberyjski, daniel, muflon, wielbłądy itp.; drapieżne: niedźwiedź brunatny, irbis; ssaki z rodziny łasicowatych; wiele gatunków gryzoni.

Część gatunków na południowych krańcach Palearktyki to przybysze z krainy etiopskiej, np.: antylopy – adaks i oryks, drapieżniki: lampart i gepard, a ponadto hiena pręgowana, mangusta egipska i jeżozwierz afrykański. Elementami orientalnymi w faunie części azjatyckiej są m.in.: syberyjski podgatunek tygrysa – tygrys syberyjski, liczna grupa bażantów oraz przedstawiciel ssaków naczelnych – makak japoński.
Gadów jest mało, a z płazów głównie występują ogoniaste. Z licznej gromady ptaków żyje tu niespełna 1000 gatunków i tylko jedna rodzina endemiczna – płochacze. Wśród ssaków są jedynie dwie endemiczne rodziny gryzoni: ślepcowate i selewinki. Wynika to z faktu, że większość zwierząt Palearktyki należy do rzędów i rodzin szeroko rozmieszczonych, których przedstawiciele zamieszkują głównie obszary tropikalne i subtropikalne.
Palearktyka wykazuje duże podobieństwo do Nearktyki i bywa łączona z nią w jeden region zoogeograficzny – Holarktykę. W epoce lodowcowej Eurazja miała połączenie z Ameryką Północną (most lądowy Beringa) i wiele gatunków zwierząt przewędrowało na sąsiedni kontynent (częściej z Palearktyki do Nearktyki niż odwrotnie): np. niedźwiedź brunatny (Ursus arctos – w Ameryce Północnej znany jako grizzly), wapiti (Cervus canadensis), bizon amerykański (Bison bison) i renifer (Rangifer tarandus – karibu).